# Brivaracetam
Brivaracetam ist ein antiepileptisch wirksamer Arzneistoff. Es ist ein Analogon oder eine Molekülvariante von Levetiracetam. Er wurde von der belgischen Firma UCB entwickelt und im Januar 2016 in der EU und im Februar 2016 in den USA unter dem Namen Briviact zur Zusatzbehandlung fokaler Epilepsieanfälle zugelassen bei Erwachsenen und Jugendlichen ab 16 Jahren. Fokale Anfälle sind Anfälle, die auf einer Seite des Gehirns beginnen. Bei Ausbreitung können sie größere Bereiche auf beiden Seiten des Gehirns beeinträchtigen („sekundäre Generalisierung“).
In keiner von 3 Bewertungen (2016, 2018 und 2022) konnte UCB einen Zusatznutzen durch Brivaracetam aufzeigen.

## Pharmakologie

### Wirkmechanismus
Brivaracetam ist ein Ligand am synaptischen Vesikelprotein 2A (SV2A). Zusätzlich inhibiert es spannungsabhängige Natriumkanäle im Nervensystem. Die genaue Rolle von SV2A ist derzeit noch nicht vollständig aufgeklärt.
Chemisch leitet sich Brivaracetam von Levetiracetam ab, wobei es in Tiermodellen aufgrund seiner höheren Affinität zum SV2A-Rezeptor eine stärkere antikonvulsive Wirksamkeit aufweist.

### Pharmakokinetik
Brivaracetam wird fast vollständig im Gastrointestinaltrakt resorbiert und über die Niere ausgeschieden. Die Plasmahalbwertszeit beträgt 9 Stunden.
Brivaracetam verfügt über ein geringes Arzneimittelinteraktionspotential.

## Frühe Nutzenbewertung
In Deutschland müssen seit 2011 neu zugelassene Medikamente mit neuen Wirkstoffen gemäß § 35a SGB V einer „frühen Nutzenbewertung“ durch den Gemeinsamen Bundesausschuss (G-BA) unterzogen werden, wenn der pharmazeutische Hersteller einen höheren Verkaufspreis als nur den Festbetrag erzielen möchte. Nur wenn ein Zusatznutzen besteht, kann der Arzneimittelhersteller mit dem Spitzenverband der gesetzlichen Krankenkassen einen Preis aushandeln. Die Dossierbewertungen, auf deren Basis der G-BA seine Beschlüsse fasst, erstellt das Institut für Qualität und Wirtschaftlichkeit im Gesundheitswesen (IQWiG).
Brivaracetam hat aufgrund einer Zulassungserweiterung zwei frühe Nutzenbewertungen durchlaufen. 2016 ging es um die Zusatzbehandlung fokaler Anfälle mit oder ohne sekundäre Generalisierung bei Erwachsenen und Jugendlichen ab 16 Jahren. Der G-BA bemängelte, dass UCB Brivaracetam nur mit den beiden Wirkstoffen Eslicarbazepin und Lacosamid verglichen hatte und nicht mit den vom G-BA geforderten zehn zugelassenen Wirkstoffen (u. a. Gabapentin, Lamotrigin, Levetiracetam, Topiramat, Oxcarbazepin und Valproinsäure  zur Zusatzbehandlung fokaler Anfälle).
Im November 2016 nahm UCB Briviact außer Vertrieb, führte aber weiterhin Preisverhandlungen mit dem GKV-Spitzenverband.
2018 folgte eine Bewertung für Kinder und Jugendliche von 4 bis unter 16 Jahren. Erneut kam der G-BA zu dem Schluss, dass ein Zusatznutzen gegenüber der jeweiligen zweckmäßigen Vergleichstherapie nicht belegt ist.
2022 bewertete das IQWiG Brivaracetam bei Kindern im Alter von über 2 bis 4 Jahren als „ohne Zusatznutzen“ aufgrund der vorgelegten mangelhaften Studiendaten.